# Afleidingskanaal
Het Afleidingskanaal is een kanaal in de Nederlandse provincies Limburg en Noord-Brabant, het verbindt het Defensiekanaal met de Maas. De lengte van het kanaal is ongeveer 16 km.

## Ontstaan
Deze waterloop is grotendeels door de mens gegraven, maar sommige delen van het traject vormen de beddingen van een vroegere beek.

## Verloop
Het Afleidingskanaal begint bij de Vredepaal, bij Vredepeel, en volgt aanvankelijk de kaarsrechte provinciegrens tussen Noord-Brabant en Limburg. Na enkele kilometers stroomt de waterloop Limburg in door de Ballonzuilbossen en krijgt een meer bochtige loop. Ten noorden van Venray wordt de Loobeek opgenomen. Dan wordt Smakt bereikt en buigt het Afleidingskanaal in noordelijke richting, Noord-Brabant in, langs Holthees en daarna als Molenbeek ten zuiden van Vierlingsbeek, om daar in de Maas uit te stromen.